# Подлипа
Подлипа (словен. Podlipa) — поселення в общині Жужемберк, регіон Південно-Східна Словенія, Словенія. Висота над рівнем моря: 242 м.